# 1. divisjon 1966
L'edizione 1966 della 1. divisjon vide la vittoria finale del Skeid.
Capocannoniere del torneo fu Per Kristoffersen (Fredrikstad), con 20 reti.

## Classifica finale
|    | Classifica  | G  | V  | N | P  | GF | GS | Pt |
| -- | ----------- | -- | -- | - | -- | -- | -- | -- |
| 1  | Skeid       | 18 | 9  | 7 | 2  | 31 | 20 | 25 |
| 2  | Fredrikstad | 18 | 10 | 4 | 4  | 37 | 20 | 24 |
| 3  | Lyn         | 18 | 6  | 9 | 3  | 28 | 24 | 21 |
| 4  | Frigg       | 18 | 8  | 4 | 6  | 21 | 15 | 20 |
| 5  | Vålerengen  | 18 | 9  | 1 | 8  | 32 | 35 | 19 |
| 6  | Steinkjer   | 18 | 7  | 3 | 8  | 31 | 29 | 17 |
| 7  | Odd         | 18 | 5  | 4 | 9  | 21 | 29 | 14 |
| 8  | Sarpsborg   | 18 | 4  | 6 | 8  | 16 | 24 | 14 |
| 9  | Lisleby     | 18 | 4  | 5 | 9  | 22 | 26 | 13 |
| 10 | Hødd        | 18 | 5  | 3 | 10 | 29 | 46 | 13 |

### Verdetti
- Skeid Campione di Norvegia 1966.
- Lisleby e Hødd retrocesse in 2. divisjon.